# Windsor (Illinois)
Windsor – wieś w Stanach Zjednoczonych, w stanie Illinois, w hrabstwie Mercer.